# Nicolas-Jacques Conté

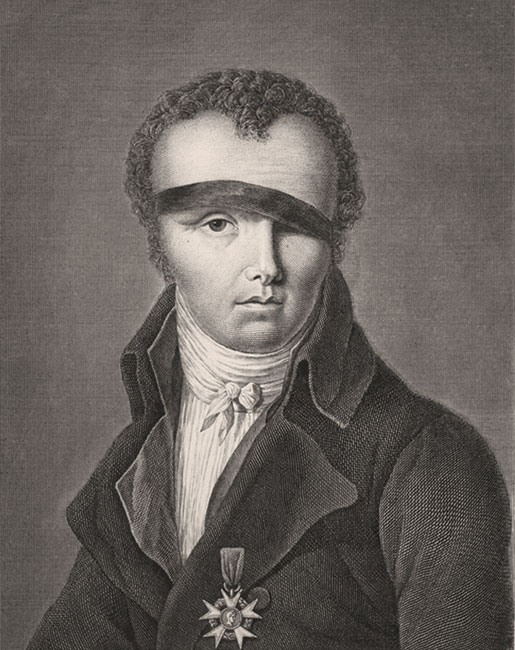
Nicolas-Jacques Conté.

Nicolas-Jacques Conté (* 4. August 1755 in Saint-Céneri-près-Sées, heute Aunou-sur-Orne (Normandie); † 6. Dezember 1805 in Paris) war ein französischer Chemiker, Maler und Erfinder.
Conté gilt als Miterfinder des modernen Bleistifts, den er im Jahr 1795 patentierte. Diese Bleistiftsorte wird nach ihm Conté genannt. Des Weiteren machte er im Jahr 1792 den Vorschlag, sich zur Beobachtung des Feindes des Fesselballons zu bedienen, was auch im Krieg gegen die Österreicher und gegen den Prinzen von Coburg geschah. 
Danach erhielt Conté das Direktorium des aerostatischen Instituts und den Rang eines Brigadechefs der Aeronauten bei der Armee. Er ist auch Erfinder einer hydraulischen Presse und leistete Napoléon auf der ägyptischen Expedition durch Errichtung von Werkstätten für die Armeebedürfnisse in Kairo wesentliche Dienste.
Bei einem Experiment mit Lack und Gasen kam es zu einer Explosion, die zum Verlust seines linken Auges führte. Als seine Frau 1804 auf dem Höhepunkt seines Ruhmes starb, beendete der partnerschaftliche Verlust seinen Erfindungsreichtum: „Nun bin nicht mehr vom Wunsch erfüllt, ihr zu gefallen.“